# David Baillargeon
Pour les articles homonymes, voir Baillargeon.
David Baillargeon, né le 14 mars 1996 à Québec est un joueur professionnel de squash représentant le Canada. Il atteint le 39e rang mondial en octobre 2023, son meilleur classement. Il est champion du Canada de 2021 à 2024.

## Biographie
Son père, qui s’était mis au squash durant ses études à l’université de Sherbrooke, l’initie à ce sport.
En 2021, il devient le premier Québécois vainqueur d'un tournoi PSA en s'imposant face à Nick Sachvie. Il devient champion du Canada en 2021 face à Shawn Delierre.

## Palmarès

### Titres
- Championnats du Canada : 4 titres (2021, 2022, 2023, 2024)